# پوسته تخم

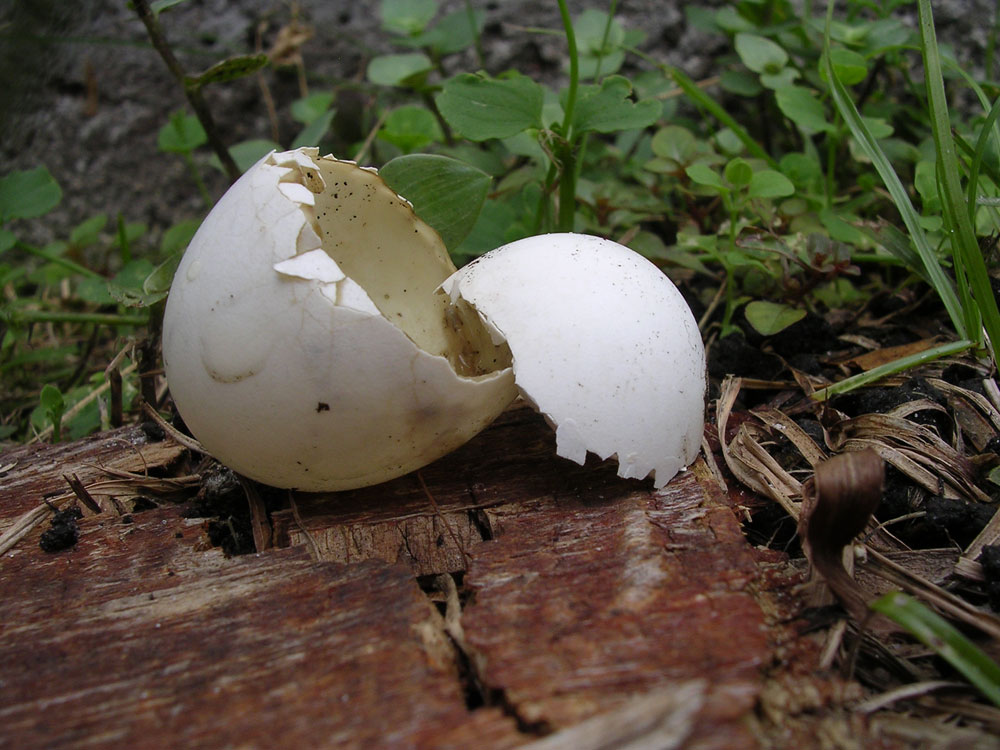
پوستهٔ شکستهٔ تخم یک پرندهٔ وحشی

پوستهٔ تخم (همچنین دیگر جانوران) (به انگلیسی: Eggshell) پوستهٔ خارجی؛ پوشش سخت بیرونی تخم یک پرنده، است. در برخی از انواع تخم‌گذاران؛ تخم ماهی، دوزیستان و خزندگان، این پوشش بیرونی نرم است.

## گوناگونی

### تخم کرم
تخم‌های کرم‌های لوله‌ای ساختاری دولایه دارند: یک لایه ویتلین خارجی ساخته شده از کیتین که مقاومت مکانیکی ایجاد می‌کند و یک لایه داخلی غنی از چربی که محفظه تخم‌ها را نفوذناپذیر می‌کند.

### تخم پرندگان
تخم یک پرنده گامت بارورشده (یا در مورد برخی از پرندگان، مانند مرغ خانگی، احتمالاً بارورنشده) است که روی سطح زرده قرار دارد و توسط سفیده احاطه شده است. آلبومین به نوبه خود توسط دو غشای پوسته (غشای درونی و بیرونی) و سپس پوسته تخم احاطه شده است. پوسته تخم‌مرغ دارای ۹۵–۹۷٪ -کریستال‌های کربنات کلسیم است که توسط یک ماتریکس پروتئین تثبیت می‌شود.بدون پروتئین، ساختار کریستالی برای حفظ شکل خود بسیار شکننده است و تصور می‌شود که ماتریکس آلی در رسوب کلسیم در طی فرایند کانی‌سازی نقش دارد. ساختار و ترکیب پوسته تخم‌مرغ برای محافظت از تخم‌مرغ در برابر آسیب و آلودگی میکروبی، جلوگیری از خشک شدن، تنظیم تبادل گاز و آب برای جنین در حال رشد، و تأمین کلسیم برای جنین‌زایی است. تشکیل پوسته تخم‌مرغ نیازمند انباشت مقادیر گرم کلسیم در عرض چند ساعت است که باید از طریق جیره مرغ تأمین شود.